# Липковска река
Липковската река или Липковка (на македонска литературна норма: Липковска Река) е река в северната част на Северна Македония, приток на Кумановската река.
Реката започва в Скопска Църна гора при селото Гошинце след сливането на Гошинската и Брещанската река, а малко по-надолу като ляв приток се влива Слупчанската Река. В горното течение има планински, а надолу до вливането си има равнинен характер. Влива се в Кумановската река на 311,7 m, веднага северно от Куманово. Дълга е 17,5 km, а басейнът ѝ е 300 km². На реката са язовирите Липковско езеро и Глажня. Средният отток е 1,42 m³/s.